# Licí (militar)
Licí (en llatí Lycinus, en grec antic Λύκινος) fou un grec italià de la Magna Grècia, exiliat de la seva ciutat natal que va entrar al servei d'Antígon II Gònates, rei de Macedònia, que el va nomenar comandant de la guarnició d'Atenes l'any 263 aC, quan va acabar la Guerra de Cremònides, una coalició de les polis gregues conta la dominació de Macedònia.
Possiblement la seva ciutat natal era Tàrent, d'on es va veure obligat a sortir quan la van conquerir els romans.